# 多瑙河畔埃默斯多夫
多瑙河畔埃默斯多夫是奥地利下奥地利州梅尔克县的一个市镇。总面积29.81平方公里，总人口1759人，人口密度59.0人/平方公里（2005年）。